# Malaysische Luftstreitkräfte
Die Königlichen Malaysischen Luftstreitkräfte (malay.: Tentera Udara DiRaja Malaysia, TUDM) sind eine Teilstreitkraft der Streitkräfte Malaysias. Sie wurden am 2. Juni 1958 gegründet, die Wurzeln sind jedoch in der Malayan Auxiliary Air Force in der damaligen britischen Kolonie British Malaya, zu finden. Mit 17.000 Mann Personal im Jahr 2020 ist die TUDM die kleinste Teilstreitkraft Malaysias.

## Geschichte

### Die Royal Air Force im heutigen Malaysia
Die Geschichte der Militärluftfahrt im früheren British Malaya und British Nord-Borneo ist geprägt durch die Konzentration von RAF-Stationen in Singapur, das bis 1965 ein Bundesstaat Malaysias war (siehe Die Royal Air Force in Singapur).

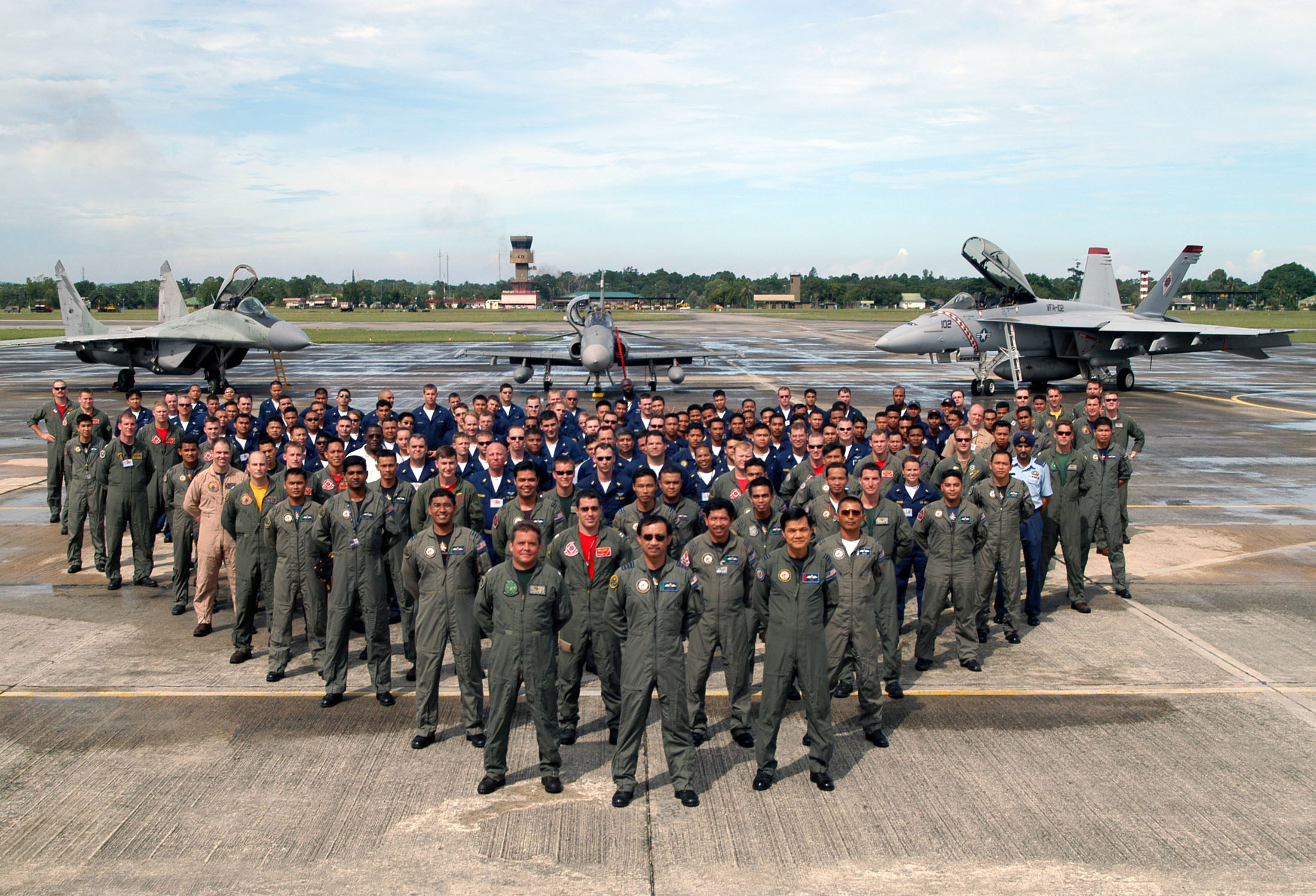
Angehörige der Luftstreitkräfte vor MiG-29, BAE Hawk und F/A-18

Die vor dem Zweiten Weltkrieg errichteten RAF-Stationen im heutigen Malaysia – einige wurden erst im Verlaufe des Jahres 1941 eröffnet – mussten bereits kurz nach Beginn der japanischen Invasion Malayas geräumt werden, und erst nach dem Krieg begann die Wiederaufnahme des Flugbetriebes.
Bereits kurz nach dem Ende des Krieges begann der Prozess der Loslösung der britischen Besitzungen in Südostasien vom Mutterland, der 1948 zunächst zur Gründung der Föderation Malaya führte. Hierbei kam die RAF, später unterstützt von der Royal Australian Air Force (RAAF), ab 1948 im Rahmen der Malayan Emergency gegen Guerillas zum Einsatz. Im Verlaufe der Auseinandersetzung stellte die RAF im Februar 1953 mit der 194. Squadron ihre erste Helikoptereinheit auf. Die zunächst mit Dragonfly und später Sycamore ausgerüstete Staffel lag damals in RAF Kuala Lumpur (heute Simpang Airport). Im damals noch dichter bewaldeten Südostasien bot der Helikoptereinsatz im Vergleich zu den vorher verwendeten Kurzstartflugzeugen deutliche Vorteile und trug entscheidend zur Niederschlagung der Guerillabewegung bei. Die malayische Föderation erlangte 1957 ihre Unabhängigkeit, der RAF-Einsatz dauerte jedoch noch bis 1960. Das Land blieb mit dem Vereinigten Königreich verbündet.
Die äußere Sicherheit der Föderation Malaya wurde zunächst weiterhin im Rahmen des Anglo-Malayan Defence Agreement durch das frühere Mutterland sichergestellt. Aufgrund der Bedrohung des jungen Staates durch Indonesien unterstützten die Briten zwischen 1963 und 1966 die sich noch im Aufbau befindlichen Streitkräfte der Föderation. Dabei kam die RAF sowohl auf der malayischen Halbinsel als auch im umstrittenen Nord-Borneo zum Einsatz. Der Streit entzündete sich am Beitritt Nord-Borneos zur Föderation im Jahre 1963, die seit diesem Beitritt Malaysia heißt. Neben Verbindungsflugzeugen kamen insbesondere wiederum Hubschrauber, unter anderem die Whirlwinds der 230. Squadron, zum Einsatz. Zusätzlich operierten Bomber von Singapur aus.
Mit dem Abzug des Gros der britischen Streitkräfte aus Asien 1971 wurde die Verteidigungsvereinbarung durch die Five Power Defence Arrangements ersetzt.

### Die Royal Malaysian Air Force
Die noch unter britischer Herrschaft aufgestellte Malayan Auxiliary Air Force wurde am 2. Juni 1958 in die Royal Malayan Air Force (malay.: Tentera Udara Diraja Persekutuan) überführt, die als ersten Flugplatz 1960 RAF Kuala Lumpur (Simpang Airport) von der RAF übernahm. Am 16. September 1963, dem Gründungstag der Föderation Malaysia, erfolgte die Umbenennung in Royal Malaysian Air Force (RMAF) bzw. Tentera Udara DiRaja Malaysia (TUDM). Viele der Angehörigen aus der Anfangszeit standen zuvor in Diensten der RAF.

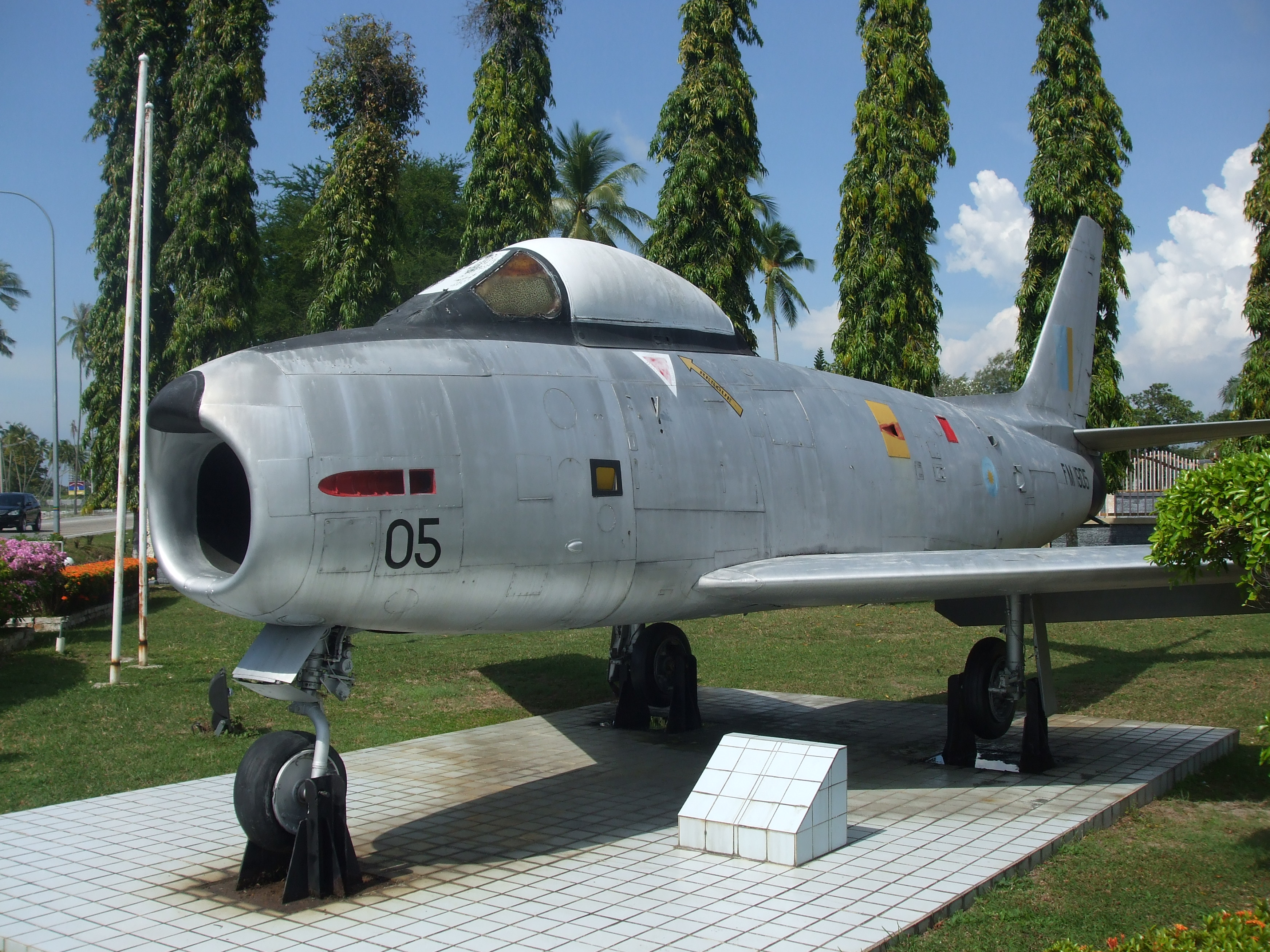
CAC Sabre in Butterworth

In den frühen Jahren spielte die TUDM/RMAF bei den oben beschriebenen Konflikten eine untergeordnete Rolle, sie verfügte zu diesem Zeitpunkt lediglich über Verbindungsflugzeuge und -hubschrauber. Nach 1963 wurden die ersten Transportmaschinen (Herald und Caribou) in Dienst gestellt, und die ersten Kampfflugzeuge, zehn Sabres aus australischer Produktion, konnten 1969 von der RAAF erworben werden. Sie waren in RAAF Butterworth stationiert, zwischen 1957 und 1988 eine Basis der RAAF, wurden aber bereits 1972 wieder außer Dienst gestellt.
Nach Rückzug der Briten 1971 half Australien bei der Sicherung von Malaysias Luftraum bis 1983 mit einer Staffel Mirage IIIO, die ebenfalls in RAAF Butterworth lag. Die TUDM/RMAF selbst erhielt in den 1970er Jahren insbesondere 16 F-5E Tiger-II (plus zwei Aufklärer Tigereye) und 88 A-4 Skyhawk. Diese wurden später durch die sich noch heute im Dienst befindenden Kampfflugzeuge ersetzt.

## Organisation und Führung
Militärischer Oberbefehlshaber der TUDM ist General Rodzali Daud, sein Stellvertreter Generalleutnant Shahron Ibrahim.
Die Luftstreitkräfte sind in zwei Divisionen gegliedert, wobei die 1. Division für West- und die 2. Division für Ostmalaysia verantwortlich ist. Die Militärflugplätze befinden sich im ganzen Land, schwerpunktmäßig jedoch auf der Halbinsel. Die Spezialeinheit Pasukan Khas Udara (PASKAU) ist auch Teil der TUDM.
- 1. Division
  - 2. Staffel: Fokker F28 Fellowship, Falcon 900, Global Express, Boeing BBJ (737-700) – TUDM Subang
  - 3. Staffel: Sikorsky S-61A4A Nuri – TUDM Butterworth
  - 6. Staffel: BAE Hawk 108/Hawk 208 – TUDM Kuantan
  - 10. Staffel: Sikorsky S-61A4A Nuri – TUDM Kuala Lumpur
  - 12. Staffel: Suchoi Su-30MKM Flanker – TUDM Gong Kedak (bis 2020 11. Staffel)
  - 15. Staffel: BAE Hawk 108/Hawk 208, Aermacchi MB-339AM – TUDM Butterworth
  - 16. Staffel: Beech 200T – TUDM Subang
  - 18. Staffel: McDonnell Douglas F/A-18D Hornet – TUDM Butterworth
  - 19. Staffel: MiG-29N/UB – TUDM Kuantan
  - 20. Staffel: Lockheed C-130H/C-130T Hercules – TUDM Subang
  - 21. Staffel: CASA CN-235-200M – TUDM Subang
  - 22. Staffel: Airbus A400M – TUDM Subang[3]

- 2. Division
  - 5. Staffel: Sikorsky S-61A4A Nuri – TUDM Labuan
  - 7. Staffel: Sikorsky S-61A4A Nuri – TUDM Kuching
  - 14. Staffel: Lockheed C-130H Hercules – TUDM Labuan

- Ausbildungsdivision
  - 1. FTC: PC-7, PC-7 Mk II – TUDM Alor Setar
  - 2. FTC: Alouette III – TUDM Alor Setar

## Ausrüstung

### Luftfahrzeuge
| Typ                       | Bild           | Verwendung                                        | Version                    | Stückzahl (aktiv) | Stückzahl (gesamt) | Bemerkungen |
| Kampfflugzeuge            | Kampfflugzeuge | Kampfflugzeuge                                    | Kampfflugzeuge             | Kampfflugzeuge    | Kampfflugzeuge     | Kampfflugzeuge |
| ------------------------- | -------------- | ------------------------------------------------- | -------------------------- | ----------------- | ------------------ | --- |
| Suchoi Su-30MKM           |                | Mehrzweckkampfflugzeug                            | Su-30MKM                   | 18                | 18                 | |
| McDonnell Douglas F/A-18  |                | Mehrzweckkampfflugzeug                            | F/A-18D                    | 8                 | 8                  | 2011 modernisiert. |
| Mikojan-Gurewitsch MiG-29 |                | Abfangjäger                                       | MiG-29NMiG-29NUB           | 102               | 12                 | |
| BAE Hawk                  |                | Strahltrainer                                     | Mk.108Mk.208               | 614               | 20                 | Mk.208 sind einsitzige Mehrzweckjäger Mk.108 sind zweisitzige Fortgeschrittenentrainer                                                                                                |
| Northrop F-5              |                | Jagdflugzeug, Aufklärer                           | F-5 Tiger IIRF-5E Tigereye | 162               | 18                 | * |
| Transportflugzeuge/Tanker |                |                                                   |                            |                   |                    | |
| Airbus A400M              |                | Transportflugzeug                                 | A400M                      | 4                 | 4                  | Die vier Maschinen wurden zwischen März 2015 und März 2017 ausgeliefert. |
| Lockheed C-130 Hercules   |                | Transportflugzeug, Tankflugzeug                   | C-130HC-130MPKC-130T       | 1014              | 15                 | 10 C-130H, 1 C-130MP und 4 KC-130T. C-130MP ist eine Küstenüberwachungsvariante und kann zum Transporter umgerüstet werden. Die vier KC-130T werden zur Luftbetankung genutzt.        |
| CASA CN-235               |                | Transportflugzeug, Küstenüberwachung              | CN-235-220M-VIPCN-235-220M | 8                 | 8                  | Transporter für die 10. Fallschirmjägerbrigade (PAC) und humanitäre Hilfseinsätze |
| Beechcraft King Air       |                | Küstenüberwachung                                 | B200T                      | 4                 | 4                  | Ausgerüstet mit Suchradar und Infrarotsichtgerät. |
| Cessna 402                |                | Transportflugzeug                                 | 402B                       | 10                | 10                 | |
| Boeing Business Jet       |                | V.-I.-P.-Transporter                              | BBJ1 (737-700)             | 1                 | 1                  | Zum Transport von Regierungsmitgliedern |
| Bombardier Global Express |                | V.I.P.-Transporter                                | BD700                      | 1                 | 1                  | |
| Dassault Falcon 900       |                | V.I.P.-Transporter                                | 900B                       | 1                 | 1                  | |
| Airbus 319                |                | V.I.P.-Transporter                                | A319CJ                     | 1                 | 1                  | |
| Fokker F28 Fellowship     |                | V.I.P.-Transporter                                | F28-1000                   | 1                 | 1                  | |
| Schulflugzeuge            |                |                                                   |                            |                   |                    | |
| Aermacchi MB-339          |                | Fortgeschrittenentrainer, leichtes Kampfflugzeug  | MB-339AMMB-339CM           | 108               | 18                 | ursprünglich 16 im Bestand, 6 Verluste durch Abstürze, ersetzt durch 8 neue MB-339CM. -                                                                                               |
| Pilatus PC-7              |                | Schulflugzeug                                     | PC-7PC-7 Mk II             | 3017              | 47                 | |
| MD3-160 Aerotiga          |                | Schulflugzeug                                     |                            | 20                | 20                 | |
| Aérospatiale Alouette III |                | Schulhubschrauber                                 | SA-316BSA-319B             | 13                | 13                 | Insgesamt 26 (ohne 7 von der Republic of Singapore Air Force 1978/79 übernommene SA-316Bs, 10 an die malaysischen Heeresflieger abgegeben, 20 an Unfällen und Notlandungen beteiligt) |
| Hubschrauber              |                |                                                   |                            |                   |                    | |
| Eurocopter EC 725         |                | Transporthubschrauber, Kampfzonenbergung          | Super Cougar / Caracal     | 12                | 12                 | |
| Sikorsky SH-3 Sea King    |                | Transporthubschrauber, SAR-Aufgaben               | S61A-4 Nuri                | 17                | 17                 | 1 abgestürzt am 22. Dezember 2013. 12 an die malaysischen Heeresflieger abgegeben, teilweise gegroundet seit 2019                                                                     |
| Sikorsky S-70 Black Hawk  |                | V.I.P.-TransporthubschrauberMehrzweckhubschrauber | S-70 S-70A                 | 2(4)              | 6                  | 4 S-70A von der Luftstreitkräften Bruneis übernommen. Wird mit M134D Gatling-Kanone bewaffnet.                                                                                        |
| Agusta A109               |                | Mehrzweckhubschrauber                             | A109C                      | 1                 | 1                  | |
| Sikorsky SH-3 Sea King    |                | V.I.P.-Transporthubschrauber                      | AS-61N1                    | 2                 | 2                  | |
| Unbemannte Luftfahrzeuge  |                |                                                   |                            |                   |                    | |
| CTRM Aludra               |                | Aufklärung Unbemanntes Luftfahrzeug               | Mk.1 und Mk.2              |                   |                    | Küstenüberwachung in mittlere Höhen |
| Boeing ScanEagle          |                | Unbemanntes Luftfahrzeug                          |                            |                   |                    | Küstenüberwachung |
| Eagle Aircraft 150        |                | Unbemanntes Luftfahrzeug                          |                            |                   |                    | Unbemanntes Luftfahrzeug zur Aufklärung |

### Malaysische Heeresflieger
| Typ                    | Foto | Verwendung                          | Version     | Stückzahl | Bemerkungen                                                                                          |
| ---------------------- | ---- | ----------------------------------- | ----------- | --------- | --- |
| Agusta A109            |      | Mehrzweckhubschrauber               | A109LOH     | 10        | Für Überwachungsaufgaben. A109LOH Version mit 20-mm-Kanone und/oder Raketen 1 Verlust durch Absturz. |
| MD 500 Defender        |      | Mehrzweckhubschrauber               | MD530       |           | 6 Maschinen bestellt.                                                                                |
| Sikorsky SH-3 Sea King |      | Transporthubschrauber, SAR-Aufgaben | S61A-4 Nuri | 3         | 12 Stück von der Royal Malaysian Air Force gekauft.                                                  |
| CTRM Aludra            |      | Aufklärungsdrohne                   |             | ?         | [ 28 ] [ 29 ] [ 30 ]                                                                                 |
| Camcopter S-100        |      | Aufklärungsdrohne                   |             | ?         | [ 31 ]                                                                                               |
| DJI Matrice            |      | Aufklärungsdrohne                   |             | ?         | [ 32 ]                                                                                               |
| DJI Mavic              |      | Aufklärungsdrohne                   |             | ?         | [ 32 ]                                                                                               |
| Aeryon SkyRanger R60   |      | Aufklärungsdrohne                   |             | ?         | [ 32 ]                                                                                               |

### Malaysische Marine
| Typ               | Bild | Verwendung        | Version        | Stückzahl | Bemerkungen                                                                                                |
| ----------------- | ---- | ----------------- | -------------- | --------- | --- |
| Westland Lynx     |      | U-Boot-Jäger      | Super Lynx 300 | 6         | Ausgerüstet mit 2 Torpedos oder 4 MBDA Sea Skua Anti-Schiffs-Lenkwaffen, auch für Fernbekämpfung geeignet. |
| Eurocopter Fennec |      | Seeüberwachung    | AS 555SN       | 6         | auch für Gefechtsaufgaben verwendbar                                                                       |
| Boeing ScanEagle  |      | Aufklärungsdrohne |                | 12        | [ 33 ] |

### Ehemalige Luftfahrzeuge
| Bild | Typ                            | Version            | Verwendung                        | Bemerkungen |
| ---- | ------------------------------ | ------------------ | --------------------------------- | --- |
|      | Bell 47                        | Bell 47G           | Leichter Überwachungshubschrauber | |
|      | Canadair CL-41                 | CL-41G Tebuan      | Leichtes Kampfflugzeug            | |
|      | CAC Sabre                      | Sabre Mk.32        | Jagdflugzeug                      | ex-RAAF-Flugzeuge, geliefert von 1969 bis 1972                                                                                                 |
|      | de Havilland Canada DHC-4      | DHC-4A             | Mittleres Transportflugzeug       | |
|      | Douglas A-4 Skyhawk            | A-4PTM and TA-4PTM | Kampfflugzeug                     | Aus US-Marine-Überbeständen. Ursprünglich als A-4L (63 Stck.) und A-4C (25 Stck.) geliefert, 40 davon in den 1980ern von Grumman modernisiert. |
|      | Grumman HU-16 Albatross        | HU-16B             | Mehrzweckflugzeug                 | |
|      | Handley Page Dart Herald       |                    | Transportflugzeug                 | |
|      | Hawker Siddeley HS125          |                    | V.-I.-P.-Transporter              | |
|      | Percival Provost               | T51                | Schulflugzeug                     | |
|      | Scottish Aviation Bulldog      |                    | Schulflugzeug                     | |
|      | Scottish Aviation Pioneer      |                    | Leichtes Transportflugzeug        | |
|      | Scottish Aviation Twin Pioneer |                    | Leichtes Transportflugzeug        | |
|      | Westland Wasp                  |                    | U-Jagd-Hubschrauber               | |
|      | De Havilland DH.114 Heron      |                    | V.I.P.-Transporter                | |
|      | De Havilland DH.104 Dove       |                    | V.I.P.-Transporter                | |